# Венгрия на летних Олимпийских играх 1928
На Летних Олимпийских играх 1928 года Венгрию представляло 109 спортсменов, выступивших в 12 видах спорта. Они завоевали 4 золотых и 5 серебряных медалей, что вывело венгерскую сборную на 9-е место в неофициальном командном зачёте.

## Медалисты
| Медаль  | Спортсмен                                                                                          | Вид спорта      | Дисциплина                                |
| ------- | -------------------------------------------------------------------------------------------------- | --------------- | ----------------------------------------- |
| Золото  | Анталь Кочиш                                                                                       | Бокс            | Мужчины, до 50,8 кг                       |
| Золото  | Эдён Терстьянски                                                                                   | Фехтование      | Мужчины, сабля, личное первенство         |
| Золото  | Шандор Гомбош Эдён Терстьянски Йожеф Ради Янош Гараи Дьюла Гликаиш Аттила Печауэр                  | Фехтование      | Мужчины, сабля, командное первенство      |
| Золото  | Лайош Керестеш                                                                                     | Борьба          | Мужчины, греко-римская борьба, до 67,5 кг |
| Серебро | Бела Сепеш                                                                                         | Лёгкая атлетика | Мужчины, метание копья                    |
| Серебро | Аттила Печауэр                                                                                     | Фехтование      | Мужчины, сабля, личное первенство         |
| Серебро | Иштван Барань                                                                                      | Плавание        | Мужчины, 100 м вольным стилем             |
| Серебро | Ласло Папп                                                                                         | Борьба          | Мужчины, греко-римская борьба, до 75 кг   |
| Серебро | Иштван Барта Оливер Халашши Мартон Хомоннаи Шандор Ивади Алайош Кешерю Ференц Кешерю Йожеф Вертеши | Водное поло     | Мужчины                                   |

## Результаты соревнований

### Академическая гребля
Олимпийские соревнования по академической гребле проходили с 3 по 10 августа в деревне Слотен, которая расположена в 6 км к западу от центра Амстердама. В каждом заезде стартовали две лодки. Победитель заезда проходил в следующий раунд, а проигравшие на предварительном этапе попадали в отборочный раунд. Спортсмены, проигравшие два заезда, завершали борьбу за медали. Начиная с третьего раунда экипажи, уступавшие в заезде, выбывали из соревнований. Для определения бронзового призёра проводился заезд за 3-е место.
Мужчины
| Соревнование | Спортсмены  | Первый раунд         | Отборочный заезд     | Второй раунд         | Отборочный заезд     | Третий раунд         | Полуфинал            | Финал                | Место                |
| Соревнование | Спортсмены  | Соперник / Результат | Соперник / Результат | Соперник / Результат | Соперник / Результат | Соперник / Результат | Соперник / Результат | Соперник / Результат | Место                |
| ------------ | ----------- | -------------------- | -------------------- | -------------------- | -------------------- | -------------------- | -------------------- | -------------------- | -------------------- |
| одиночки     | Бела Сендеи | DENА. Шварц В −2,8   | не участвовал        | NEDЛ. Гунтер П +10,0 | GBRД. Коллет П +7,2  | завершил выступление | завершил выступление | завершил выступление | завершил выступление |

### Спортивная гимнастика
Мужчины
| Соревнование         | Спортсмены                                                                                     | Оценка   | Место |
| -------------------- | ---------------------------------------------------------------------------------------------- | -------- | ----- |
| командное многоборье | Иштван Пелле Режё Кенде Йожеф Салаи Миклош Петер Дьюла Кунст Геза Тот Элемер Пасти Имре Эрдёди | 1111,500 | 10    |
| личное многоборье    | Имре Эрдёди                                                                                    | DNF      | —     |
| конь                 | Имре Эрдёди                                                                                    | 19,50    | 88    |
| кольца               | Имре Эрдёди                                                                                    | DNF      | —     |